# 오나노
오나노(이탈리아어: Onano)는 이탈리아 라치오주 비테르보도에 위치한 코무네다. 로마로부터 북서쪽 100km, 비테르보로부터 북서쪽 40km 거리에 있다.